# Jacopo Stellini
 (janvier 2024).
 (janvier 2024).
Jacopo Stellini (Cividale, 27 avril 1699 - Padoue, 27 mars 1770) est un abbé, écrivain, philosophe et professeur de philosophie italien.

## Biographie
Né à Cividale en 1699, il entra, dès l’âge de dix-huit ans, dans la congrégation des Clercs réguliers de Somasque et termina ses études à Udine. En sortant de l’école, il alla enseigner la rhétorique au collège des nobles à Venise et y fit connaissance avec Giovanni Emo, dont il éleva les enfants. Appelé, en 1739, à une chaire de morale à l’université de Padoue, il y mourut le 27 mars 1770.
Il s’intéressa à la médecine, aux mathématiques et à la critique littéraire. Bien qu’il ait écrit plusieurs poèmes, sa renommée est due principalement à un essai en latin De ortu et progressu morum imprimé en 1740. Ses conceptions morales sont aristotéliciennes et, à certains égards, il peut être considéré comme l’un des précurseurs de la sociologie.
Grand connaisseur de la philosophie moderne européenne, Stellini traduisit la Perspective linéaire de Brook Taylor en italien ; il était en correspondance avec plusieurs savants et littérateurs de son temps, parmi lesquels Angelo Mazza, Antonio Conti, Angelo Maria Querini et Francesco Algarotti.
On a donné son nom au lycée classique d’Udine, fondé en 1808 et dont la bibliothèque contient ses écrits autographes. Stellini sut conserver à Padoue les traditions péripatéticiennes sans cependant les suivre à la lettre. Romagnosi en faisait grand cas et estimait que sous les apparences d'une soumission absolue aux principes d'Aristote, il dissimulait une profonde originalité.

## Philosophie
L’étude principale de Stellini fut la morale. Dans l’année qui suivit sa nomination de professeur, il publia un Essai sur l’origine et les progrès des mœurs, prélude du grand ouvrage qu’il expliqua en chaire pendant six ans, et dont l’édition posthume ne parut qu’en 1778.
Selon Stellini, l’homme apporte en naissant le germe des forces et des facultés dont la nature l’a doué. Ce n’est que par l’emploi sage et réglé de ses forces qu’il peut arriver au bonheur, qui ne se trouve que sur le chemin de la vérité. Nous pouvons y parvenir par les moyens que la nature a mis à notre disposition ; c’est-à-dire par l’intelligence, la volonté et la liberté. Les sensations réveillent l’intelligence et lui apportent le tribut des idées : celles-ci sont le produit des sens, ouverts à toutes les impressions et plus capables de nous égarer que de nous conduire. Ils ont besoin d’exercice et d’expérience. Ils sont la source du plaisir et de la douleur, dont l’effet est d’autant plus à craindre qu’il est plus anticipé ; car alors la raison n’est pas assez formée pour balancer leur influence, et une fois que ces sentiments ont pénétré dans notre cœur, il est difficile de les déraciner et d’empêcher qu’ils deviennent le guide de nos jugements et de nos actions. Le plaisir peut nous faire tomber dans les pièges du vice ou nous détourner de la vertu. Il n’est pas défendu d’avoir des jouissances, et les passions sont bien moins les maladies de l’âme que les instruments les plus utiles, les aiguillons les plus puissants pour remonter les esprits abattus, élever l’homme au-dessus de lui-même et le ramener à la modération et à la vertu par la raison et l’expérience. Loin donc d’isoler l’âme des passions, il faut lui apprendre à les connaître et à les gouverner.
Mais les objets extérieurs ne sont pas toujours présents pour ébranler et irriter les sens : alors les sens se taisent ; mais le plaisir se perpétue et devient plus vif avec le secours de l’imagination et de la mémoire. Se souvenir n’est autre chose qu’évoquer, par les forces de l’esprit, les idées que les organes nous ont transmises. L’imagination ne se borne pas à réveiller les impressions reçues ; elle les morcèle, les assemble, les embellit, les défigure, et donne l’existence à ce qui n’a pas existé et qui peut-être n’existera jamais. C’est au moyen de cette faculté que l’âme se rejette sur le passé, plane sur le présent et s’élance dans l’avenir. L’imagination a par conséquent un empire plus illimité que les sens ; car elle peut varier à l’infini les perceptions, ce qui pourrait en rendre l’abus dangereux. Quelle ressource reste-t-il en effet contre les écarts de l’imagination, qui ne peut pas en appeler à l’expérience pour combattre les fantômes qu’elle s’est créés ?
Les sensations agréables ou désagréables, déposées dans la mémoire, réveillées et altérées par l’imagination, composent la série interminable des affections de l’âme, qui, étant le résultat des forces combinées de l’esprit et du corps, ébranlent en même temps l’un et l’autre et peuvent lui être utiles ou pernicieuses, selon qu’elles sont excitées par des idées vraies ou fausses. Tant que dure la fougue des passions, l’âme est asservie, parce qu’elle ne vit que dans les sens ; ce n’est qu’en évoquant la raison qu’elle recouvre sa liberté. On n’est véritablement libre que lorsque les actions émanent du fond de la pensée, et d’une pensée pure, exempte de préjugés et non obscurcie par l’erreur. Les passions sont aussi nombreuses que variées : on peut les distribuer en deux catégories générales et montrer d’un seul point leurs différentes nuances. Comme toutes nos sensations découlent de l’impression du plaisir ou de la douleur, de même nos passions prennent leur source dans la haine ou dans l’amour. L’envie, la méchanceté, la colère, la crainte, la défiance, le désespoir, la fureur appartiennent à la première ; la bienveillance, l’admiration, la confiance, la cupidité, l’espérance sont du ressort de la seconde.
L’âme, agitée par ces différentes affections, serait sans guide si elle n’avait l’appui de l’intelligence, qui, bien qu’emprisonnée dans les sens, est destinée à régner sur eux. C’est elle qui doit dissiper ou rectifier leurs erreurs ; en comparant les objets présents, en rapprochant ceux qui sont éloignés, en étudiant les causes et les effets, afin de se former par l’expérience et de calculer la trempe de chaque faculté, pour en fixer l’usage et les bornes. Son premier soin doit être de décomposer les notions transmises par les sens, d’épurer chaque perception, de classer chaque idée, pour que l’esprit ne soit pas troublé par leur désordre ; il faut qu’elle les reprenne dès leur origine pour en découvrir les rapports et en prévoir les résultats. C’est avec cet appareil de connaissances positives qu’elle peut remonter la grande chaîne des êtres et s’arrêter à ce dernier anneau qui est le commencement et la fin de tout ce qui existe. On voit combien il importe d’éclairer l’esprit, et il est possible de se former une idée nette et précise de la vertu, sans s’élever à ces régions inconnues aux âmes vulgaires, ballottées par les sens et à la merci de toutes leurs impressions. Mais la raison a aussi des bornes, qu’elle ne doit pas franchir ; qu’elle renonce à tout ce qui est inutile au perfectionnement et au bonheur de nous-mêmes ou des autres : ces vaines spéculations ne pourraient que la distraire des besoins réels de l’existence. La volonté, placée plus haut que l’intelligence, doit cependant lui être soumise : c’est cette dernière qui peut la préserver du choc violent et incalculable des passions. En s’appuyant sur la raison, elle n’aura rien à craindre de ces mouvements soudains qu’il faut plutôt régler qu’éteindre ; car, en donnant une plus forte impulsion à l’âme, ils la poussent à des actions nobles et généreuses. La volonté s’affermira encore, en se proposant un but constant et assuré et en se concentrant de temps en temps en elle-même, comme pour y chercher, à l’abri du tumulte de la société, un asile tranquille pour se rendre compte de ses propres actions. Le but qu’elle choisit ne doit pas être trop bonté, pour qu’elle puisse l’apercevoir dans toutes les situations de la vie. Qu’elle lance ses regards vers un point sublime, qui nous élève au-dessus de nous-mêmes et nous serve de guide. La volonté a des limites comme la raison : elle ne doit pas se jeter sur chaque détail ni intervenir dans les actes consacrés par une longue habitude et sanctionnés par l’assentiment unanime des sages. Toutes ces facultés sont couronnées par la liberté, qui nous est nécessaire. Sans ce don précieux, nous ne serions plus maîtres de nos actions. Notre âme serait condamnée à réfléchir sans choix toutes les impressions du monde extérieur, auxquelles elle n’aurait pas le pouvoir de se dérober. Si nous n’étions pas libres, les lois humaines et divines nous puniraient pour des fautes inévitables et imposeraient les mêmes devoirs à des individus qui, par la diversité de leurs moyens, n’auraient pas une force égale pour parvenir au même but. C’est la liberté qui, par le pouvoir qu’elle a de différer ou de refuser son consentement, préserve la raison et la volonté des faux pas auxquels elles seraient exposées par l’activité des sens et la violence des passions. Mais aussi c’est la volonté et la raison qui peuvent marquer les bornes d’une sage liberté et l’empêcher de les franchir.
Ces facultés ne se développent pas toutes à la fois. Les unes sont plus promptes, les autres plus lentes à s’annoncer ; ces dernières restent comme assoupies et ne commencent à agir que lorsque les autres sont déjà en mouvement. Les premières à s’éveiller sont les organes physiques : plus tard se déploient les ressorts de l’esprit, tels que l’intelligence, le jugement, la volonté, enfin la liberté. C’est alors que les forces du corps conspirent contre celles de l’âme, et de ce conflit de sensations, d’idées, d’affections résulte cette diversité d’opinions sur le bien et le mal, sur le juste et l’injuste, sur les vertus et les vices, opinions qui ont une si grande influence sur la destinée de la société et des individus. Stellini examine ensuite l’ensemble des facultés de l’homme et le résultat de leur action. C’est de l’égal développement de ces facultés, de leur promptitude à remplir les fonctions que la nature leur a prescrites, qu’émane ce qu’on appelle vertu morale, cette force de l’âme et de l’esprit qui apprécie au juste la valeur de chaque chose et qui tient d’accord et en équilibre des éléments si opposés. La vertu n’est que l’amour de l’ordre : elle est une, et si on lui donne des noms différents, ce n’est que pour exprimer ses tendances et les divers objets sur lesquels elle s’exerce. On l’appelle piété dans les œuvres qui se rapportent à Dieu ; justice, dans les actes qui regardent nos devoirs envers les autres ; tempérance, dans ceux que nous devons à nous-mêmes ; fermeté, si elle s’oppose aux maux ; résignation, si elle les souffre ; en un mot, la vertu a autant de noms qu’elle a de modifications. La source de toutes les vertus est la grandeur d’âme. Cette grandeur n’existe point dans le cœur de celui qui opère le bien sans en apprécier la valeur, qui le devine plutôt qu’il ne le connaît, qui le rencontre presque par hasard et non de propos délibéré. Elle réside chez ces hommes généreux qui ne s’occupent que du bonheur général et se livrent avec ardeur à des entreprises nobles et périlleuses. Stellini trace le tableau des vertus, comme celui des passions. Il marque les traits les plus saillants de leur physionomie, en commençant par celles qui exigent plus de grandeur d’âme, telles que la magnanimité, la fermeté, l’honneur, la générosité, le désintéressement, la prudence, etc.
Ce n’est pas assez que de se connaître soi-même, il faut apprendre à connaître les autres. Vivant avec eux, il nous importe de savoir quels obstacles ou quels secours nous en avons à craindre ou à espérer. Il faut également calculer l’usage de nos propres facultés, pour ne pas entraver la marche des autres. Nous sommes poussés à la vie sociale par le plaisir, par l’utilité présente et par une sage prévoyance pour l’avenir. En se rapprochant des autres, on se sent au-dessus et au-dessous d’eux : cette première observation fait naître des idées d’estime pour nous-mêmes ou de respect envers les autres. Cette inégalité, qui est l’origine de beaucoup de désordres, est cependant nécessaire à la formation des sociétés : si tous les hommes se ressemblaient, ils seraient également propres à tout, et n’étant plus unis par le lien de l’utilité, ils cesseraient bientôt de vivre ensemble. C’est par cette sage distribution de forces que l’on se devient mutuellement nécessaire dans la vie, où chacun trouve son rôle.
Mais, si l’on diffère par les moyens, on est d’accord pour le but, qui est d’arriver au bonheur. Les lois doivent servir d’appui et non pas d’obstacle, protéger et encourager également les efforts de tous. Les obligations des individus ne sont pas moins simples que celles des gouvernements : les hommes doivent d’abord être humains, puis justes, enfin amis. C’est dans le sein de l’amitié que l’on resserre les nœuds de la famille, et ce sont les familles qui forment les bases de la société. Chaque état, chaque condition a ses devoirs. Ce principe posé, Stellini fonde les progrès du perfectionnement individuel et social sur le libre développement de nos facultés, sur leur usage modéré et légitime. Il fait consister la vertu de l’homme dans l’équilibre parfait de ces facultés, et le bien-être de la société dans l’extension de ces forces, de manière que chacun, du point qu’il occupe et à la distance où il est placé du centre de l’ordre social, forme équilibre avec les moyens de tous ceux qui concourent avec lui à la formation et à la conservation de ce système. Il en cherche enfin la perfection, et il la trouve là où les institutions, les mœurs, les lois concourent à régler l’usage des facultés de chaque individu et à les diriger vers le but général de la société. Pour dérouler cette grande et sublime théorie, Stellini a été obligé d’examiner la nature et la destination de nos forces physiques et morales, de sonder la source de nos vertus et de nos vices, de calculer la puissance de l’intelligence, de la volonté et de la liberté, de ces facultés primordiales dont la nature nous a doués pour comprimer toutes les autres. Ce système, remarquable par sa simplicité et par l’enchaînement des idées, est le résultat de la plus profonde connaissance du cœur humain et d’un examen aussi complet qu’impartial de notre nature.

## Œuvres
- De ortu et progressu morum, atque opinionum ad mores pertinentium, 1740, in-4°, ibid., Padoue, 1764, in-8° ; traduit en italien par Lodovico Valeriani, Milan, 1806, in-8°, et par Melchior Spada, Bassano, 1816, in-8° ;
- Opera omnia, ibid., 1778-1779, 4 vol. in-4°. Cette édition, que l’on doit aux PP. Barbarigo et Evangeli, contient deux discours d’inauguration, l’essai sur l’origine et le progrès des mœurs, et le cours de morale (Ethicæ, seu moralium disputationum), en six livres, augmenté d’une septième partie sur l’amitié, et d’un appendice sur les différents systèmes philosophiques relatifs à la nature de l’homme et des mœurs.
- Opere varie, ibid., 1783, 5 vol. in-8°, recueillies et publiées par Evangeli, augmentées d’un sixième volume, contenant la correspondance littéraire et familière de Stellini, ibid., 1784, in-8°.